# Walt Disney World Speedway

Circuit

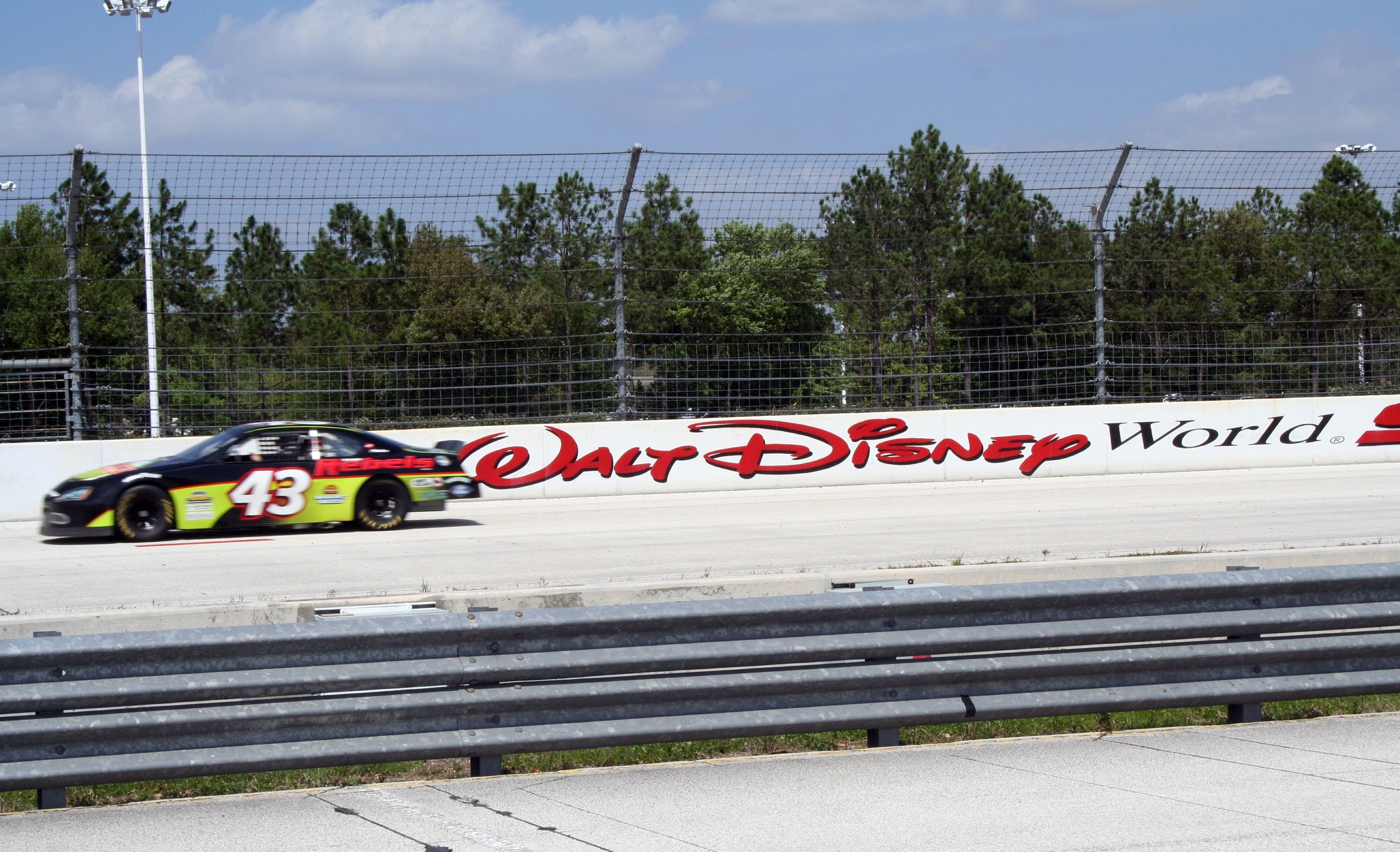
Richard Petty rijervaring, 2010

De Walt Disney World Speedway is een racecircuit gelegen op het terrein van het Walt Disney World Resort in Orlando in de Amerikaanse staat Florida. Het is een ovaal circuit met een lengte van 1 mijl (1,6 km). 
Op het circuit werd de allereerste race gereden van het in 1996 nieuw opgestarte Indy Racing League kampioenschap. Vijf jaar op rij werd er een IndyCar race gehouden, de laatste in 2000. Nadien kwam het resort niet meer tot een overeenkomst met de Indy Racing League en sindsdien werden er geen races meer gehouden.

## Richard Petty rijervaring
Tijdens het laagseizoen in 1997 begon het circuit met het hosten van de Richard Petty Driving Experience, een op stock car gebaseerde raceorganisatie die het grote publiek in staat stelde om echte NASCAR-machines te besturen, of mee te rijden met een professionele bestuurder en diende als de primaire functie van het circuit, het hele jaar door. Het was de enige baan die door de RPDE werd gebruikt en die, als het weer het toelaat, ongeveer 365 dagen per jaar opereerde. Om te helpen bij de toegenomen in- en uitgang, werd voor het seizoen 1997 een autotunnel met één rijstrook gebouwd. In de zomer van 1999 werd een nieuw bezoekerscentrum en cadeauwinkel gebouwd om de activiteiten voor RPDE permanent te huisvesten. Ook voor hen werd een nieuwe bescheiden garage gebouwd. De operatie had eerder gewerkt uit aanhangwagens en tenten, zonder grote nutsvoorzieningen.
Op 13 november 2008 werd aangekondigd dat het circuit zou worden gedeeld met de Indy Racing Experience, een vergelijkbaar programma als RPDE. De IndyCar two-seater machine zou worden gebruikt voor fan ride-alongs, en Indy auto's zouden ook beschikbaar zijn om door fans te worden gereden. Na op verschillende circuits te zijn verschenen volgens een grotendeels onregelmatig schema, maakte de Indy Racing Experience van het circuit zijn permanente thuis het hele jaar door.
Op 16 januari 2012 begon een nieuwe rijervaring op Walt Disney World Speedway, gericht op high-end "supercars" genaamd de Exotic Driving Experience. Er werden wijzigingen aangebracht in het infield van de speedway om een "Exotics Course" te creëren, een lay-out van een mijl die met de klok mee liep en een deel van het ovaal combineerde met een baan in straatstijl.

## Andere toepassingen
- Op 19-20 februari 1999 organiseerde het circuit de 7e jaarlijkse SunDay Challenge Alternative Energy Vehicle Rally. Het hoogtepunt van de bijeenkomst was de Formula Lightning-teams van Ohio State, Kettering en FAMU/FSU. Het evenement werd behandeld door Central Florida News 13.
- Op 9 april 2002 werd de eerste test van de nieuwe Infiniti Pro Series uitgevoerd op de baan, waarbij Robby McGehee meer dan 100 mijl (160 km) reed. De serie debuteerde later dat seizoen.
- Het ovaal maakte in enkele jaren deel uit van de loop van de Walt Disney World Marathon.

Van 1995 tot 2015 heeft de baan één dodelijk ongeval meegemaakt. Op 12 april 2015 raakte rijinstructeur Gary Terry, 36, dodelijk gewond na een crash tijdens een run als onderdeel van de Exotic Driving Experience. Terry reed op de passagiersstoel van een Lamborghini Gallardo LP570-4 Superleggera, toen de bestuurder de controle verloor en tegen een metalen vangrail botste. Terry stierf ter plaatse terwijl de chauffeur, geïdentificeerd als 24-year-old Tavon Watson, met lichte verwondingen naar het ziekenhuis werd vervoerd. Florida Highway Patrol onderzocht en kondigde aan dat, hoewel de beslissing om voertuigen met de klok mee te laten rijden (in plaats van tegen de klok in zoals de baan was ontworpen) een factor in het incident, het een ongeval was en er geen aanklacht tegen de bestuurder werden ingediend omdat het op privéterrein was.
Op 27 maart 2015 werd aangekondigd dat de speedway op 9 augustus 2015 zou sluiten en met de grond gelijk zou worden gemaakt. De sloop begon eind augustus om plaats te maken voor "transportverbeteringen",namelijk het uitbreiden en herconfigureren van de Magic Kingdom parkeerplaats en parkeeringang.

## Winnaars op het circuit
Winnaars op het circuit voor een race uit de Indy Racing League kalender.
| Jaar | Rijder        |
| ---- | ------------- |
| 1996 | Buzz Calkins  |
| 1997 | Eddie Cheever |
| 1998 | Tony Stewart  |
| 1999 | Eddie Cheever |
| 2000 | Robbie Buhl   |